# Ayaka Kōra
Ayaka Kōra (高良彩花?, Kōra Ayaka; Nishinomiya, 22 marzo 2001) è una lunghista giapponese.

## Biografia
Nel 2017 e 2018 si è diplomata campionessa giapponese assoluta nel salto in lungo.
Dopo la conquista della medaglia d'oro nel salto in lungo ai campionati asiatici under 20 di Gifu 2018, lo stesso anno prese parte ai mondiali under 20 di Tampere, dove riuscì a portare a casa la medaglia d'argento nella medesima disciplina.
Nel 2019 conquistò la medaglia d'argento, sempre nel salto in lungo, ai campionati asiatici assoluti di Doha. Lo stesso anno prese parte alle Universiadi di Napoli, dove concluse la gara del salto in lungo in dodicesima posizione e prese parte alla staffetta 4×100 metri, non riuscendo però a raggiungere la finale.

## Progressione

### Salto in lungo
| Stagione | Misura | Luogo     | Data       | Rank. Mond. |
| -------- | ------ | --------- | ---------- | ----------- |
| 2020     | 6,32 m | Niigata   | 1-10-2020  | 92ª         |
| 2019     | 6,35 m | Hiroshima | 20-10-2019 | 166ª        |
| 2018     | 6,44 m | Gifu      | 9-6-2018   | 102ª        |
| 2017     | 6,14 m | Osaka     | 23-6-2017  | 357ª        |

## Palmarès
| Anno | Manifestazione      | Sede    | Evento         | Risultato | Prestazione | Note                          |
| ---- | ------------------- | ------- | -------------- | --------- | ----------- | ----------------------------- |
| 2018 | Asiatici U20        | Gifu    | Salto in lungo | Oro       | 6,44 m      | Miglior prestazione personale |
| 2018 | Mondiali U20        | Tampere | Salto in lungo | Argento   | 6,37 m      |                               |
| 2019 | Asiatici            | Doha    | Salto in lungo | Argento   | 6,16 m      |                               |
| 2019 | Universiadi         | Napoli  | Salto in lungo | 12ª       | 6,10 m      |                               |
| 2019 | Universiadi         | Napoli  | 4×100 m        | Batteria  | 45"08       |                               |
| 2023 | Asiatici indoor     | Astana  | Salto in lungo | 7ª        | 6,14 m      |                               |
| 2023 | Campionati asiatici | Bangkok | Salto in lungo | 5ª        | 6,32 m      |                               |

## Campionati nazionali
- 2 volte campionessa giapponese assoluta del salto in lungo (2017, 2018)
- 3 volte campionessa giapponese under 20 del salto in lungo (2018, 2019, 2020)

2017
- Oro ai campionati giapponesi assoluti, salto in lungo - 6,14 m

2018
- Oro ai campionati giapponesi assoluti, salto in lungo - 6,22 m
- Oro ai campionati giapponesi under 20, salto in lungo - 6,29 m

2019
- Oro ai campionati giapponesi under 20, salto in lungo - 6,35 m

2020
- Oro ai campionati giapponesi under 20, salto in lungo - 6,18 m